# 梁彌忽
梁彌忽，為南北朝時期的宕昌國君主之一，其祖父為梁勤，北魏太武帝始光元年（424年），曾遣子梁彌黃向北魏奉表請求內附。太武帝即拜彌忽為宕昌王，封彌黃為甘松侯。在位期間不詳。彌忽死後，其孫梁虎子繼立。
| 前任： 祖父梁勤 | 宕昌王 ？ | 繼任： 孫梁虎子 |